# Protomacrostomum groenlandicum
Protomacrostomum groenlandicum is een platworm (Platyhelminthes). De worm is tweeslachtig. De soort leeft in  of nabij zoet water.
Het geslacht Protomacrostomum, waarin de platworm wordt geplaatst, wordt tot de familie Macrostomidae gerekend. De wetenschappelijke naam van de soort werd voor het eerst geldig gepubliceerd in 1935 door Steinböck.